# Вторая Датско-ганзейская война
Вторая Датско-ганзейская война (нем. Zweiter Waldemarkrieg) — вооруженный конфликт между Данией с одной стороны и Ганзейской лигой и ее союзниками – с другой в 1367-1370 годах за господство в южной части Балтийского моря.

## Предыстория
Датский король Вальдемар IV Аттердаг стремился завоевать господство на Балтике. Первым шагом к достижению этой цели был его поход на Готланд в 1361 году. Шведы называли этот остров ключом к трем северным государствам; главный город его, Висбю, имел важное значение в истории Ганзейского союза. Шведский король Магнус, ввиду внутренних смут, начавшихся в его королевстве, без сопротивления уступил Готланд Вальдемару. Однако завоевание Висбю вызвало первую войну Вальдемара с Ганзейской лигой, для которой потеря торгового города Висбю стала серьезным ударом. На Грайфсвальденском конгрессе Лига решила отстоять свои права на ключевой порт Висбю и вытеснить датчан из южной Швеции.
Ганза образовала антидатский союз со Швецией и Норвегией. Ганзейская армия из 3 тысяч наёмников на 27 коггах и 25 малых судах  в 1362 году осадила Копенгаген, сожгла и разгромила его. Король Вальдемар  спасся бегством, найдя убежище у Римского папы.
Однако в последовавшей битве при Хельсингборге в проливе Зунд в 1362 году ганзейцы были застигнуты врасплох и разбиты датским флотом, прибывшим с острова Зеландия, потеряв 12 коггов. Остальные спаслись бегством, в том числе и флагманский корабль под командованием бургомистра Любека Иоганна Виттенборга, который по прибытии в Любек был казнён за допущенную военную неудачу.
После битвы Ганза и союзники прекратили свои операции в Дании и заключили перемирие 12 ноября 1362 года.
В последующее мирное время Дания преобладала в водах юго-западной части Балтийского моря, в то время как Ганза готовилась к новой войне, чтобы поддержать свои привилегии свободной торговли. Собрав Ганзатаг, лига заручилась поддержкой 77 ганзейских городов и определила бюджет предстоящей военной кампании в 150 тысяч серебряных марок. Морская эскадра была удвоена: против датчан были выставлены эскадры Северного и Балтийского морей, по численности равные первой, принявшей сражение при Хельсинборге.
В дополнение к строительству военно-морского флота Ганза искала союзников в грядущей войне, найдя их в лице шведского короля Альбрехта Мекленбургского и его отца, герцога Мекленбурга Альбрехта II Великого, а также Нидерландов и правителя Гольштейна Генриха Железного. Датского короля Вальдемара IV Аттердага, в свою очередь, поддержал правитель Норвегии Хокон VI, сплотивший вокруг себя недовольную немецким засильем шведскую знать.

## Война
Ганза официально объявила войну Дании и Норвегии 19 ноября 1367 года. Ещё с февраля 1367 года в Швеции началась гражданская война между сторонниками Альбрехта Мекленбургского и Хакона VI. Альбрехт Мекленбургский смог остановить датские войска на юге Швеции, после чего армия Мекленбурга и Гольштейна вступила на территорию Дании. С запада подошел голландский флот, угрожавший высадкой десанта в Норвегии, а с востока - ганзейский флот, который должен был захватить Копенгаген.
Весной 1368 года в Дании началось восстание против Вальдемара IV, которое сорвало его планы обороны. В апреле 1368 года Вальдемар IV покинул Данию, оставив власть и контроль над армией в руках маршала Хеннинга Подбуске.
В мае 1368 года ганзейский флот под командованием бургомистра Любека Бруно фон Варендорпа (нем. Bruno von Warendorp) высадил десант и захватил Копенгаген. Вскоре ганзейская армия захватила всю Зеландию. В августе 1368 года Хокон VI был вынужден подписать перемирие с голландцами. К осени 1368 года мекленбургско-гольштейнские войска, которые поддерживали мятежных датских вельмож, заняли почти всю Ютландию. Шведские войска осадили Хельсингборг и несколько других датских замков в Сконе.
Тем не менее, после оккупации Копенгагена операции датского флота продолжились. Датчане на суше возлагали последние надежды на флот. Вскоре в проливе Зунд состоялся бой между флотами Дании и Ганзы. Датские моряки готовились к абордажу, но были подавлены шквалом стрел из луков и арбалетов, а также ракетами из метательных машин. Несколько датских кораблей были вынуждены выйти из боя. Тем не менее, несмотря на интенсивный обстрел с ганзейских судов, датские корабли смогли приблизиться к позициям Ганзы. В последовавшем абордаже воины сражались мечами на бортах кораблей. Именно ближний бой решил исход битвы: несмотря на ожесточённое сопротивление, датские войска были разбиты. В бою был убит Бруно фон Варендорп, но это не повлияло на исход сражения.

## Последствия
Бой в Зунде похоронил надежды датчан на благоприятный исход войны. В результате дальнейших действий на суше Дания была полностью захвачена союзниками. 30 сентября 1369 года датский король в Штральзунде согласился на перемирие, мирный договор был подписан 24 мая 1370 года. Согласно его положениям, Ганза получила свободу торговли в водах и на сухопутной территории Дании и еще ряд привилегий. Господство Дании в Балтийском море было подорвано, и после войны на море царил Ганзейский союз.